# ألبرت كولينز (مغني)
ألبرت كولينز (بالإنجليزية: Albert Collins)‏ هو عازف قيثارة ومغني أمريكي، ولد في 1 أكتوبر 1932 في مقاطعة ليون في الولايات المتحدة، وتوفي في 24 نوفمبر 1993 في لاس فيغاس في الولايات المتحدة بسبب سرطان الرئة.

## وصلات خارجية
- ألبرت كولينز على موقع IMDb (الإنجليزية)
- ألبرت كولينز على موقع ميوزك برينز (الإنجليزية)
- ألبرت كولينز على موقع أول ميوزيك (الإنجليزية)
- ألبرت كولينز على موقع ديسكوغز (الإنجليزية)
- ألبرت كولينز على موقع قاعدة بيانات الفيلم (الإنجليزية)